# Reichstagswahlkreis Herzogtum Sachsen-Coburg-Gotha 1

Die Wahlkreisaufteilung des Deutschen Reichs.

Der Reichstagswahlkreis Herzogtum Sachsen-Coburg-Gotha 1 (in der reichsweiten Durchnummerierung auch Reichstagswahlkreis 367; auch Reichstagswahlkreis Coburg genannt) war der erste Reichstagswahlkreis für das Herzogtum Sachsen-Coburg und Gotha für die Reichstagswahlen im Deutschen Reich und im Norddeutschen Bund von 1867 bis 1918.

## Wahlkreiszuschnitt
Der Wahlkreis umfasste das Herzogtum Coburg.
| Jahr | Einwohner |
| ---- | --------- |
| 1890 | 59.287    |
| 1895 | 62.498    |
| 1900 | 66.814    |
| 1905 | 71.512    |
| 1910 | 74.818    |

|      | Landwirtschaft | Industrie und Gewerbe | Handel und Dienstleistungen |
| ---- | -------------- | --------------------- | --------------------------- |
| 1895 | 41,5           | 43,4                  | 15,2                        |
| 1907 | 32,2           | 49,5                  | 18,3                        |

|      | Evangelisch | Katholisch |
| ---- | ----------- | ---------- |
| 1890 | 97,3        | 2,2        |
| 1905 | 97,1        | 2,4        |
| 1910 | 96,5        | 2,8        |

## Abgeordnete
| Wahl                                 | Abgeordneter          | Partei | Bild |
| ------------------------------------ | --------------------- | ------ | ---- |
| Reichstagswahl Februar 1867 bis 1871 | Friedrich Forkel      | NLP    | 0    |
| Reichstagswahl 1871 bis 1872         | Moriz Adolph Briegleb | NLP    | 0    |
| Ersatzwahl 1872 bis 1877             | Max Weber             | NLP    |      |
| Reichstagswahl 1877 bis 1881         | Friedrich Forkel      | NLP    | 0}   |
| Reichstagswahl 1881 bis 1884         | Theodor Mommsen       | LV     |      |
| Reichstagswahl 1884 bis 1893         | Georg von Siemens     | DFP    |      |
| Reichstagswahl 1893 bis 1903         | Hermann Beckh         | FVp    | 0    |
| Reichstagswahl 1903 bis 1907         | Albrecht Patzig       | NLP    | 0    |
| Reichstagswahl 1907 bis 1909         | Burkhardt Quarck      | NLP    | 0    |
| Ersatzwahl 1909 bis 1912             | Fritz Zietsch         | SPD    | 0    |
| Reichstagswahl 1912 bis 1914         | Hermann Quarck        | NLP    |      |
| Ersatzwahl 1914 bis 1918             | Oscar Arnold          | FoVP   | 0    |

## Wahlen

### 1867 (Februar)
Es fand nur ein Wahlgang statt. Die Zahl der gültigen Stimmen betrug 1701.
| Kandidat         | Partei | Stimmen | in % | Anmerkungen |
| ---------------- | ------ | ------- | ---- | ----------- |
| Friedrich Forkel | NLP    | 1398    | 0    | 0           |

### 1867 (August)
Es fand nur ein Wahlgang statt. Die Zahl der gültigen Stimmen betrug 1295.
| Kandidat         | Partei | Stimmen | in % | Anmerkungen |
| ---------------- | ------ | ------- | ---- | ----------- |
| Friedrich Forkel | NLP    | 1199    | 0    | 0           |

### 1871
Es fand ein Wahlgang statt. 9176 Männer waren wahlberechtigt. Die Zahl der abgegebenen Stimmen betrug 3976, 5 Stimmen waren ungültig. Die Wahlbeteiligung betrug 43,3 %.
| Kandidat              | Partei   | Stimmen | in % | Anmerkungen |
| --------------------- | -------- | ------- | ---- | ----------- |
| Moriz Adolph Briegleb | NLP      | 3841    | 0    | 0           |
| 0                     | Sonstige | 135     | 0    | 0           |

### Ersatzwahl 1872
Moriz Adolph Briegleb starb am 28. April 1872 und es kam zu einer Ersatzwahl am 16. Dezember 1872. Es fand ein Wahlgang statt. 9501 Männer waren wahlberechtigt. Die Zahl der abgegebenen Stimmen betrug 3634. Die Wahlbeteiligung betrug 70 %.
| Kandidat                 | Partei   | Stimmen | in % | Anmerkungen                           |
| ------------------------ | -------- | ------- | ---- | ------------------------------------- |
| Max Weber                | NLP      | 3068    | 0    | 0                                     |
| Theodor von Cramer-Klett |          | 311     | 0    | 0                                     |
| Franz Ronge              |          | 172     | 0    | Bürgermeister in Königsberg in Bayern |
| Geith                    |          | 42      | 0    | Fabrikant                             |
| von Buttlar              |          | 35      | 0    | Regierungsrat                         |
| 0                        | Sonstige | 2       | 0    | 0                                     |

### 1874
Es fand ein Wahlgang statt. 10.201 Männer waren wahlberechtigt. Die Zahl der abgegebenen Stimmen betrug 5844, 42 Stimmen waren ungültig. Die Wahlbeteiligung betrug 57,7 %.
| Kandidat     | Partei   | Stimmen | in % | Anmerkungen |
| ------------ | -------- | ------- | ---- | ----------- |
| Max Weber    | NLP      | 5019    | 0    | 0           |
| Wilhelm Bock | S (Eis)  | 818     | 0    | 0           |
| 0            | Sonstige | 7       | 0    | 0           |

### 1877
Es fand ein Wahlgang statt. 10.344 Männer waren wahlberechtigt. Die Zahl der abgegebenen Stimmen betrug 4865, 4 Stimmen waren ungültig. Die Wahlbeteiligung betrug 47,1 %.
| Kandidat         | Partei   | Stimmen | in % | Anmerkungen |
| ---------------- | -------- | ------- | ---- | ----------- |
| Friedrich Forkel | NLP      | 4391    | 0    | 0           |
| Wilhelm Bock     | S        | 461     | 0    | 0           |
| 0                | Sonstige | 13      | 0    | 0           |

### 1878
Es fand ein Wahlgang statt. 11.080 Männer waren wahlberechtigt. Die Zahl der abgegebenen Stimmen betrug 6326, 10 Stimmen waren ungültig. Die Wahlbeteiligung betrug 57,2 %.
| Kandidat         | Partei   | Stimmen | in % | Anmerkungen |
| ---------------- | -------- | ------- | ---- | ----------- |
| Friedrich Forkel | NLP      | 6069    | 0    | 0           |
| Wilhelm Bock     | S        | 241     | 0    | 0           |
| 0                | Sonstige | 16      | 0    | 0           |

### 1881
Es fand ein Wahlgang statt. 11.174 Männer waren wahlberechtigt. Die Zahl der abgegebenen Stimmen betrug 6445, 17 Stimmen waren ungültig. Die Wahlbeteiligung betrug 57,8 %.
| Kandidat             | Partei   | Stimmen | in % | Anmerkungen |
| -------------------- | -------- | ------- | ---- | ----------- |
| Heinrich Rickert     | LibV     | 5664    | 0    | 0           |
| Heinrich Marquardsen | NLP      | 756     | 0    | 0           |
| 0                    | Sonstige | 16      | 0    | 0           |

### Ersatzwahl 1881
Heinrich Rickert nahm das Mandat nicht an, da er im Reichstagswahlkreis Regierungsbezirk Danzig 3 gewählt worden war und es kam zu einer Ersatzwahl. Es fand ein Wahlgang statt. Die Zahl der abgegebenen Stimmen betrug 5189, 26 Stimmen waren ungültig. Die Wahlbeteiligung betrug 46,7 %.
| Kandidat        | Partei   | Stimmen | in % | Anmerkungen |
| --------------- | -------- | ------- | ---- | ----------- |
| Theodor Mommsen | LibV     | 5065    | 0    | 0           |
| Dreysing        | NLP      | 62      | 0    | Justizrat   |
| 0               | Sonstige | 62      | 0    | 0           |

### 1884
Es fand ein Wahlgang statt. 11406 Männer waren wahlberechtigt. Die Zahl der abgegebenen Stimmen betrug 8025, 36 Stimmen waren ungültig. Die Wahlbeteiligung betrug 70,7 %.
| Kandidat          | Partei   | Stimmen | in % | Anmerkungen |
| ----------------- | -------- | ------- | ---- | ----------- |
| Georg von Siemens | DFP      | 4257    | 0    | 0           |
|                   | NLP      | 3474    | 0    | 0           |
|                   | SPD      | 293     | 0    | 0           |
| 0                 | Sonstige | 1       | 0    | 0           |

### 1887
Es fanden zwei Wahlgänge statt. 11923 Männer waren wahlberechtigt. Die Zahl der abgegebenen Stimmen betrug im ersten Wahlgang 9417, 13 Stimmen waren ungültig. Die Wahlbeteiligung betrug 79,1 %.
| Kandidat          | Partei   | Stimmen | in % | Anmerkungen |
| ----------------- | -------- | ------- | ---- | ----------- |
| Georg von Siemens | DFP      | 4414    | 0    | 0           |
|                   | NLP      | 4659    | 0    | 0           |
|                   | SPD      | 340     | 0    | 0           |
| 0                 | Sonstige | 4       | 0    | 0           |

In der Stichwahl betrug die Zahl der abgegebenen Stimmen 10305, 13 Stimmen waren ungültig. Die Wahlbeteiligung betrug 86,5 %.
| Kandidat          | Partei | Stimmen | in % | Anmerkungen |
| ----------------- | ------ | ------- | ---- | ----------- |
| Georg von Siemens | DFP    | 5177    | 0    | 0           |
|                   | NLP    | 5128    | 0    | 0           |

### 1890
Es fanden zwei Wahlgänge statt. Die Zahl der Wahlberechtigten betrug 12.035. Die Zahl der abgegebenen gültigen Stimmen betrug im ersten Wahlgang 9608, 24 Stimmen waren ungültig. Die Wahlbeteiligung belief sich auf 78,8 %.
| Kandidat              | Partei   | Stimmen | in %   | Anmerkungen |
| --------------------- | -------- | ------- | ------ | ----------- |
| Georg von Siemens     | DFP      | 4763    | 49,7 % | 0           |
| Carl Heinrich Sattler | NLP      | 3794    | 39,6 % | MdL Preußen |
| Krüger                | SPD      | 1023    | 10,7 % | 0           |
| 0                     | Sonstige | 4       | 0,0 %  | 0           |

Die Zahl der abgegebenen gültigen Stimmen betrug in der Stichwahl 10.095, 29 Stimmen waren ungültig. Die Wahlbeteiligung belief sich auf 83,9 %.
| Kandidat              | Partei | Stimmen | in %   | Anmerkungen |
| --------------------- | ------ | ------- | ------ | ----------- |
| Georg von Siemens     | DFP    | 5726    | 56,9 % | 0           |
| Carl Heinrich Sattler | NLP    | 4340    | 43,1 % | 0           |

### 1893
Ein Teil des Wahlvereins der NLP wünschte sich eine Wiederwahl von Siemens. Dieser stand aber nicht zur Verfügung, da die Coburger Freisinnigen sich der FVP und nicht der FVg angeschlossen hatten. Daraufhin einigten sich die Kartellparteien NLP und Konservative auf Landrat Schmidt als Kandidaten.
Es fanden zwei Wahlgänge statt. Die Zahl der Wahlberechtigten betrug 12.513. Die Zahl der abgegebenen gültigen Stimmen betrug im ersten Wahlgang 9531, 17 Stimmen waren ungültig. Die Wahlbeteiligung belief sich auf 76,2 %.
| Kandidat      | Partei   | Stimmen | in %   | Anmerkungen |
| ------------- | -------- | ------- | ------ | ----------- |
| Hermann Beckh | FVP      | 3049    | 32,0 % | 0           |
| Ernst Schmidt | NLP      | 3786    | 39,8 % | Landrat     |
| Krüger        | SPD      | 2672    | 28,1 % | 0           |
| 0             | Sonstige | 7       | 0,1 %  | 0           |

In der Stichwahl rief die SPD dazu auf, nicht den nationalliberalen Kandidaten zu wählen.
Die Zahl der abgegebenen gültigen Stimmen betrug in der Stichwahl 10.181, 59 Stimmen waren ungültig. Die Wahlbeteiligung belief sich auf 81,4 %.
| Kandidat      | Partei | Stimmen | in %   | Anmerkungen |
| ------------- | ------ | ------- | ------ | ----------- |
| Hermann Beckh | FVP    | 5293    | 52,3 % | 0           |
| Ernst Schmidt | NLP    | 4829    | 47,7 % | Landrat     |

### 1898
Es fanden zwei Wahlgänge statt. Die Zahl der Wahlberechtigten betrug 13.585. Die Zahl der abgegebenen gültigen Stimmen betrug im ersten Wahlgang 9942, 11 Stimmen waren ungültig. Die Wahlbeteiligung belief sich auf 73,2 %.
| Kandidat      | Partei   | Stimmen | in %   | Anmerkungen                         |
| ------------- | -------- | ------- | ------ | ----------------------------------- |
| Emil Kreubel  | BdL      | 1852    | 18,7 % | Dr. aus Halle/Saale                 |
| Hermann Beckh | FVP      | 2511    | 23,3 % | 0                                   |
| Westphal      | NLP      | 1960    | 19,7 % | Dr. Professor aus Berlin            |
| Carl Krüger   | SPD      | 3607    | 36,3 % | Tischler, Redakteur aus Halle/Saale |
| 0             | Sonstige | 1       | 0,0 %  | 0                                   |

In der Stichwahl riefen Konservative und BdL zur Wahl von Bekh auf.
Die Zahl der abgegebenen gültigen Stimmen betrug in der Stichwahl 9855, 64 Stimmen waren ungültig. Die Wahlbeteiligung belief sich auf 72,5 %.
| Kandidat      | Partei | Stimmen | in %   | Anmerkungen                         |
| ------------- | ------ | ------- | ------ | ----------------------------------- |
| Hermann Beckh | FVP    | 5455    | 55,7 % | 0                                   |
| Carl Krüger   | SPD    | 4336    | 44,3 % | Tischler, Redakteur aus Halle/Saale |

### 1903
Patzig wurde von BdL und einem Teil der FVg unterstützt.
Es fanden zwei Wahlgänge statt. Die Zahl der Wahlberechtigten betrug 14.912. Die Zahl der abgegebenen gültigen Stimmen betrug im ersten Wahlgang 10.996, 31 Stimmen waren ungültig. Die Wahlbeteiligung belief sich auf 73,7 %.
| Kandidat        | Partei   | Stimmen | in %   | Anmerkungen |
| --------------- | -------- | ------- | ------ | ----------- |
| Hermann Beckh   | FVP      | 3197    | 29,2 % | 0           |
| Albrecht Patzig | NLP      | 3787    | 34,5 % | 0           |
| Carl Krüger     | SPD      | 3972    | 36,2 % | 0           |
| 0               | Sonstige | 9       | 0,1 %  | 0           |

Die Zahl der abgegebenen gültigen Stimmen betrug in der Stichwahl 11.592, 133 Stimmen waren ungültig. Die Wahlbeteiligung belief sich auf 77,7 %.
| Kandidat        | Partei | Stimmen | in %   | Anmerkungen |
| --------------- | ------ | ------- | ------ | ----------- |
| Albrecht Patzig | NLP    | 5906    | 51,5 % | 0           |
| Carl Krüger     | SPD    | 5553    | 48,5 % | 0           |

### 1907
Quarck wurde von einem breiten Bündnis aus NLP, BdL, Konservativen und Zentrum unterstützt.
Es fanden zwei Wahlgänge statt. Die Zahl der Wahlberechtigten betrug 15.372. Die Zahl der abgegebenen gültigen Stimmen betrug im ersten Wahlgang 12.928, 53 Stimmen waren ungültig. Die Wahlbeteiligung belief sich auf 84,1 %.
| Kandidat         | Partei   | Stimmen | in %   | Anmerkungen               |
| ---------------- | -------- | ------- | ------ | ------------------------- |
| Hans Sandner     | FVP      | 4128    | 32,1 % | Hauptlehrer aus Lauenhain |
| Burkhardt Quarck | NLP      | 4437    | 34,5 % | 0                         |
| Fritz Zietsch    | SPD      | 4306    | 33,4 % | 0                         |
| 0                | Sonstige | 4       | 0,0 %  | 0                         |

In der Stichwahl erhielt Quarck auch die Unterstützung der FVP.
Die Zahl der abgegebenen gültigen Stimmen betrug in der Stichwahl 12.776, 144 Stimmen waren ungültig. Die Wahlbeteiligung belief sich auf 83,1 %.
| Kandidat         | Partei | Stimmen | in %   | Anmerkungen |
| ---------------- | ------ | ------- | ------ | ----------- |
| Burkhardt Quarck | NLP    | 7852    | 62,2 % | 0           |
| Fritz Zietsch    | SPD    | 4780    | 37,8 % | 0           |

### Ersatzwahl 1909
Nach dem Tod von Burkhardt Quarck erfolgte eine Ersatzwahl am 11. Oktober 1909. Die NLP benannte den Sohn von Burkhardt Quarck, Hermann Quarck als Kandidaten. Dieser wurde ursprünglich von der FVP unterstützt, nachdem aber auch der BlD seine Unterstützung veröffentlichte, zog sich die FVP aus dem Bündnis zurück.
Es fanden zwei Wahlgänge statt. Die Zahl der abgegebenen gültigen Stimmen betrug im ersten Wahlgang 12.739, 67 Stimmen waren ungültig. Die Wahlbeteiligung belief sich auf 80,3 %.
| Kandidat       | Partei   | Stimmen | in %   | Anmerkungen |
| -------------- | -------- | ------- | ------ | ----------- |
| Arnold         | FVP      | 3043    | 24,0 % | 0           |
| Hermann Quarck | NLP      | 3445    | 27,2 % | 0           |
| Fritz Zietsch  | SPD      | 6183    | 48,8 % | 0           |
| 0              | Sonstige | 1       | 0,0 %  | 0           |

In der Stichwahl rief der FVP zur Wahl von Quarck auf.
Die Zahl der abgegebenen gültigen Stimmen betrug in der Stichwahl 13.887, 165 Stimmen waren ungültig. Die Wahlbeteiligung belief sich auf 87,6 %.
| Kandidat       | Partei | Stimmen | in %   | Anmerkungen |
| -------------- | ------ | ------- | ------ | ----------- |
| Hermann Quarck | NLP    | 6644    | 48,4 % | 0           |
| Fritz Zietsch  | SPD    | 7078    | 51,6 % | 0           |

### 1912
Erneut wurde Quarck vom BdL unterstützt.
Es fanden zwei Wahlgänge statt. Die Zahl der Wahlberechtigten betrug 16.504. Die Zahl der abgegebenen gültigen Stimmen betrug im ersten Wahlgang 14.558, 78 Stimmen waren ungültig. Die Wahlbeteiligung belief sich auf 88,2 %.
| Kandidat       | Partei   | Stimmen | in %   | Anmerkungen |
| -------------- | -------- | ------- | ------ | ----------- |
| Sandner        | FoVP     | 3540    | 24,5 % | 0           |
| Hermann Quarck | NLP      | 4740    | 32,7 % | 0           |
| Fritz Zietsch  | SPD      | 6199    | 42,8 % | 0           |
| 0              | Sonstige | 1       | 0,0 %  | 0           |

In der Stichwahl rief der FVP zur Wahl von Quarck auf.
Die Zahl der abgegebenen gültigen Stimmen betrug in der Stichwahl 15.089, 131 Stimmen waren ungültig. Die Wahlbeteiligung belief sich auf 91,4 %.
| Kandidat       | Partei | Stimmen | in %   | Anmerkungen |
| -------------- | ------ | ------- | ------ | ----------- |
| Hermann Quarck | NLP    | 7960    | 53,2 % | 0           |
| Fritz Zietsch  | SPD    | 6998    | 46,8 % | 0           |

### Ersatzwahl 1914
Hermann Quarck legte am 23. Mai 1914 das Mandat nieder und es kam zu einer Ersatzwahl am 10. Juli 1914. Der Versuch der NLP, sich mit der FoVP auf einen gesamtliberalen Kandidaten zu einigen, scheiterte, es kam daher erneut zum Bündnis NLP mit BdL.
| Kandidat        | Partei   | Stimmen | in %   | Anmerkungen                   |
| --------------- | -------- | ------- | ------ | ----------------------------- |
| Oscar Arnold    | FoVP     | 5627    | 37,9 % | 0                             |
| Hermann Stoll   | NLP      | 3486    | 23,4 % | Dr. Amtsgerichtsrat in Coburg |
| Wilhelm Hofmann | SPD      | 5751    | 38,7 % | Rechtsanwalt aus Hof          |
| 0               | Sonstige | 2       | 0,0 %  | 0                             |

In der Stichwahl am 17. Juli 1914 rief die NLP zur Wahl des linksliberalen Kandidaten auf.
| Kandidat        | Partei | Stimmen | in %   | Anmerkungen |
| --------------- | ------ | ------- | ------ | ----------- |
| Oscar Arnold    | FoVP   | 9180    | 61,3 % | 0           |
| Wilhelm Hofmann | SPD    | 5791    | 38,7 % | 0           |